# Carpocraciano
Carpocracianos o carpocratianos (en griego: Καρποκρατιανοὶ, romanizado: Carpokratianoi) es el nombre dado a los seguidores de un movimiento gnóstico del siglo II d. C. que profesaban la doctrina de Carpócrates de Alejandría. Fueron una secta gnóstica parcialmente basada en el platonismo que se estableció en el siglo II d. C. y existió hasta el VI. La secta recibió su nombre de Carpócrates, su fundador, y adquirió su forma definitiva en los escritos del hijo de este, Epífanes. Como ocurre con muchas sectas gnósticas, los carpocracianos sólo son conocidos a través de los escritos protoortodoxos de los Padres de la Iglesia, principalmente Ireneo de Lyon y Clemente de Alejandría, y sólo se conservan fuentes fragmentarias sobre sus creencias y prácticas. Dado que estos autores se opusieron enérgicamente a la doctrina gnóstica, cabe preguntarse por el sesgo negativo al utilizar sus obras como fuente, y probablemente tergiversaron su teología para desacreditarlos, acusándolos de libertinaje, una acusación comúnmente lanzada por los paganos contra los cristianos y, a la inversa, por los cristianos contra paganos y lo que denominaban herejes.

## Historia
Fundada en el siglo II d. C. por Carpócrates de Alejandría, el sistema de creencias y la comunidad de la secta se consolidaron en los escritos de su hijo, Epífanes. Ambos eran buenos conocedores de los escritos y el pensamiento de Platón, y este bagaje influyó en su teología. No se conservan escritos originales de Carpócrates, pero parte de su retórica puede rastrearse en fragmentos de las obras de su hijo.
Según Clemente de Alejandría, Epífanes murió a los diecisiete años, después de haber escrito ya sus libros, y fue luego adorado como un dios. Esto fue refutado como leyenda por académicos del siglo XIX, que argumentaron que se le achacó erróneamente el culto a un dios local de la luna (theos epiphanes). Aunque la enciclopedia religiosa de Philip Schaff cuestiona esta afirmación, sus redactores coinciden en que Epífanes tuvo que haber sido un importante escritor de la secta.
Hay evidencia de que los carpocracianos fueron uno de los cultos gnósticos mejor desarrollados, y se sabe que existieron hasta el siglo VI. Los miembros tenían saludos secretos, signos y símbolos, así como una jerarquía. Es posible que hayan sido marcados con un hierro candente detrás de su oreja derecha con una marca especial.
Epífanes, hijo de Carpócrates y su esposa Marcelina, organizó la secta en Roma bajo el pontificado del papa Aniceto.[cita requerida]
Rechazaban el Antiguo Testamento, y afirmaban que José es el padre carnal de Jesús. Defendían la preexistencia de las almas para explicar las imperfecciones del hombre y decir que nuestro objetivo último es unir a la Divinidad.
Ireneo de Lyon los acusó de practicar la magia y los reprendió severamente. Fueron considerados herejes por la Iglesia cristiana.[cita requerida]